# Audressein
Audressein est une commune française, située dans le département de l'Ariège en région Occitanie.
Localisée dans le nord-ouest du département, la commune  fait partie, sur le plan historique et culturel, du Couserans, pays aux racines gasconnes structuré par le cours du Salat (affluent de la Garonne). Exposée à un climat de montagne, elle est drainée par le  Lez, la  Bouigane et par divers autres petits cours d'eau. Incluse dans le parc naturel régional des Pyrénées ariégeoises, la commune possède un patrimoine naturel remarquable composé de six zones naturelles d'intérêt écologique, faunistique et floristique.
Audressein est une commune rurale qui compte 146 habitants en 2022, après avoir connu un pic de population de 503 habitants en 1851. Elle fait partie de l'aire d'attraction de Saint-Girons. Ses habitants sont appelés les Audressenois ou Audressenoises.
Le patrimoine architectural de la commune comprend deux  immeubles protégés au titre des monuments historiques : la batteuse hydraulique d'Audressein, inscrite en 2003, et l'église Notre-Dame-de-Tramesaygues, classée en 1990.

## Géographie

### Localisation
- 1Carte dynamique
- 2Carte OpenStreetMap
- 3Carte topographique
- 4Carte avec les communes environnantes

La commune d'Audressein se trouve dans le département de l'Ariège, en région Occitanie.
Commune des Pyrénées située dans le Castillonnais en Couserans au sud-ouest de Saint-Girons au confluent du Lez  et la Bouigane. La commune fait partie de la communauté de communes Couserans - Pyrénées et du parc naturel régional des Pyrénées ariégeoises.
Elle se situe à 48 km à vol d'oiseau de Foix, préfecture du département, et à 12 km de Saint-Girons, sous-préfecture.
Les communes les plus proches sont : 
Castillon-en-Couserans (1,2 km), Cescau (1,3 km), Sor (1,5 km), Arrout (1,8 km), Salsein (2,5 km), Argein (2,5 km), Balaguères (2,9 km), Les Bordes-sur-Lez (3,5 km).
Sur le plan historique et culturel, Audressein fait partie du Couserans, pays aux racines gasconnes structuré par le cours du Salat (affluent de la Garonne), que rien ne prédisposait à rejoindre les anciennes dépendances du comté de Foix.

### Communes limitrophes
| Les communes limitrophes sont Argein, Arrout, Castillon-en-Couserans, Cescau, Salsein, Sor et Bordes-Uchentein. Les limites communales de Audressein et celles de ses communes adjacentes. | \| Argein \| Arrout \| \| \| Sor \| Audressein \| Cescau \| \| Salsein \| Bordes-Uchentein \| Castillon-en-Couserans \| |                        |
| Argein | Arrout |                        |
| Sor | Audressein | Cescau                 |
| Salsein | Bordes-Uchentein | Castillon-en-Couserans |

### Géologie et relief
La commune est située dans les Pyrénées, une chaîne montagneuse jeune, érigée durant l'ère tertiaire (il y a 40 millions d'années environ), en même temps que les Alpes. Les terrains affleurants sur le territoire communal sont constitués de roches sédimentaires datant du Mésozoïque, anciennement appelé Ère secondaire, qui s'étend de −252,2 à −66,0 Ma. La structure détaillée des couches affleurantes est décrite dans la feuille « n°1073 - Aspect » de la carte géologique harmonisée au 1/50 000ème du département de l'Ariège, et sa notice associée.
La superficie cadastrale de la commune publiée par l’Insee, qui sert de références dans toutes les statistiques, est de 3,98 km2,. La superficie géographique, issue de la BD Topo, composante du Référentiel à grande échelle produit par l'IGN, est quant à elle de 4,06 km2. Son relief est particulièrement découpé puisque la dénivelée maximale atteint 470 mètres. L'altitude du territoire varie entre 489 m et 959 m.

### Hydrographie

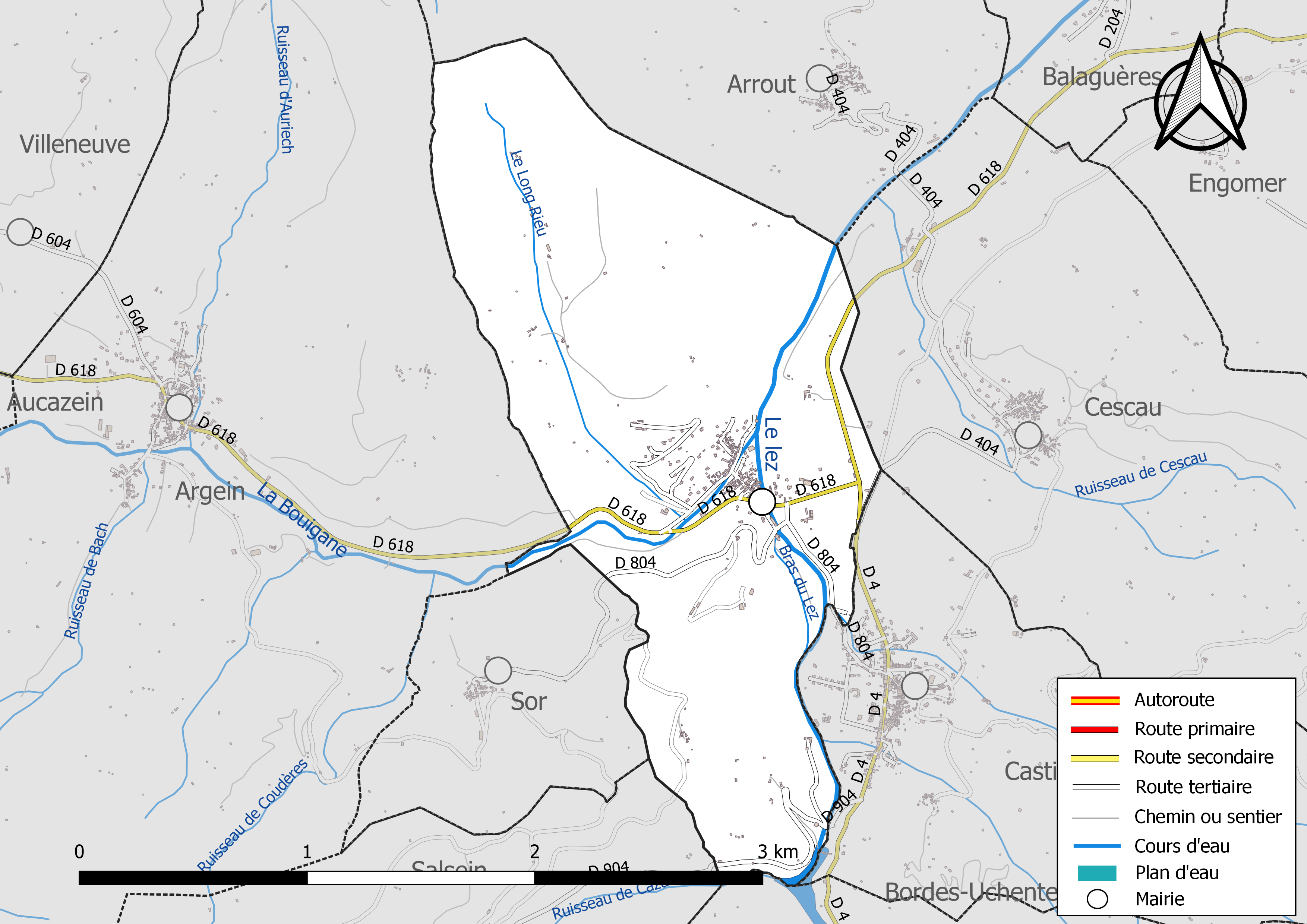
Réseaux hydrographique et routier d'Audressein.

La commune est dans le bassin versant de la Garonne, au sein du bassin hydrographique Adour-Garonne. Elle est drainée par le Lez, la Bouigane, un bras du Lez, le Long Rieu, le ruisseau de Cazalus et par divers petits cours d'eau, constituant un réseau hydrographique de 7 km de longueur totale,.
Le Lez, d'une longueur totale de 35,8 km, prend sa source dans la commune de Sentein et s'écoule du sud-ouest vers le nord-est. Il traverse la commune et se jette dans le Salat à Saint-Girons, après avoir traversé 11 communes.
La Bouigane, d'une longueur totale de 24,2 km, prend sa source dans la commune de Saint-Lary et s'écoule du sud vers le nord puis d'ouest en est. Elle traverse la commune et se jette dans le Lez sur le territoire communal au nord du bourg, après avoir traversé 8 communes.

### Climat
Pour des articles plus généraux, voir Climat de l'Occitanie et Climat de l'Ariège.
En 2010, le climat de la commune est de type climat océanique dégradé des plaines du Centre et du Nord, selon une étude s'appuyant sur une série de données couvrant la période 1971-2000. En 2020, Météo-France publie une typologie des climats de la France métropolitaine dans laquelle la commune est exposée à un climat de montagne et est dans la région climatique Pyrénées centrales, caractérisée par une pluviométrie annuelle de 1 000 à 1 200 mm.
Pour la période 1971-2000, la température annuelle moyenne est de 11,5 °C, avec une amplitude thermique annuelle de 14,8 °C. Le cumul annuel moyen de précipitations est de 1 020 mm, avec 10 jours de précipitations en janvier et 7,3 jours en juillet. Pour la période 1991-2020, la température moyenne annuelle observée sur la station météorologique la plus proche, située sur la commune d'Augirein à 9 km à vol d'oiseau, est de 11,7 °C et le cumul annuel moyen de précipitations est de 1 257,9 mm,. Pour l'avenir, les paramètres climatiques de la commune estimés pour 2050 selon différents scénarios d'émission de gaz à effet de serre sont consultables sur un site dédié publié par Météo-France en novembre 2022.

### Milieux naturels et biodiversité

#### Espaces protégés
La protection réglementaire est le mode d’intervention le plus fort pour préserver des espaces naturels remarquables et leur biodiversité associée,.
La commune fait partie du parc naturel régional des Pyrénées ariégeoises, créé en 2009 et d'une superficie de 245 973 ha, qui s'étend sur 138 communes du département. Ce territoire unit les plus hauts sommets aux frontières de l’Andorre et de l’Espagne (la Pique d’Estats, le Mont Valier, etc) et les plus hautes vallées des avants-monts, jusqu’aux plissements du Plantaurel.

#### Zones naturelles d'intérêt écologique, faunistique et floristique
L’inventaire des zones naturelles d'intérêt écologique, faunistique et floristique (ZNIEFF) a pour objectif de réaliser une couverture des zones les plus intéressantes sur le plan écologique, essentiellement dans la perspective d’améliorer la connaissance du patrimoine naturel national et de fournir aux différents décideurs un outil d’aide à la prise en compte de l’environnement dans l’aménagement du territoire.
Quatre ZNIEFF de type 1 sont recensées sur la commune :
- la « partie aval du Lez entre Les Bordes-sur-Lez et Saint-Girons » (76 ha), couvrant 9 communes du département[27] ;
- le « réseau hydrographique de la Bouigane en aval de Saint-Lary » (114 ha), couvrant 14 communes dont 13 dans l'Ariège et 1 dans la Haute-Garonne[28] ;
- la « soulane de Balaguères au Char de Liqué » (5 178 ha), couvrant 13 communes du département[29] ;
- le « sud de la vallée de la Bellongue » (6 155 ha), couvrant 16 communes dont 13 dans l'Ariège et 3 dans la Haute-Garonne[30] ;

et deux ZNIEFF de type 2, : 
- le « massif d'Arbas » (27 233 ha), couvrant 90 communes dont 48 dans l'Ariège et 42 dans la Haute-Garonne[31] ;
- les « montagnes entre la haute vallée de la Garonne et la haute vallée du Lez » (28 414 ha), couvrant 21 communes dont 15 dans l'Ariège et 6 dans la Haute-Garonne[32].

Carte des ZNIEFF de type 1 et 2 à Audressein.
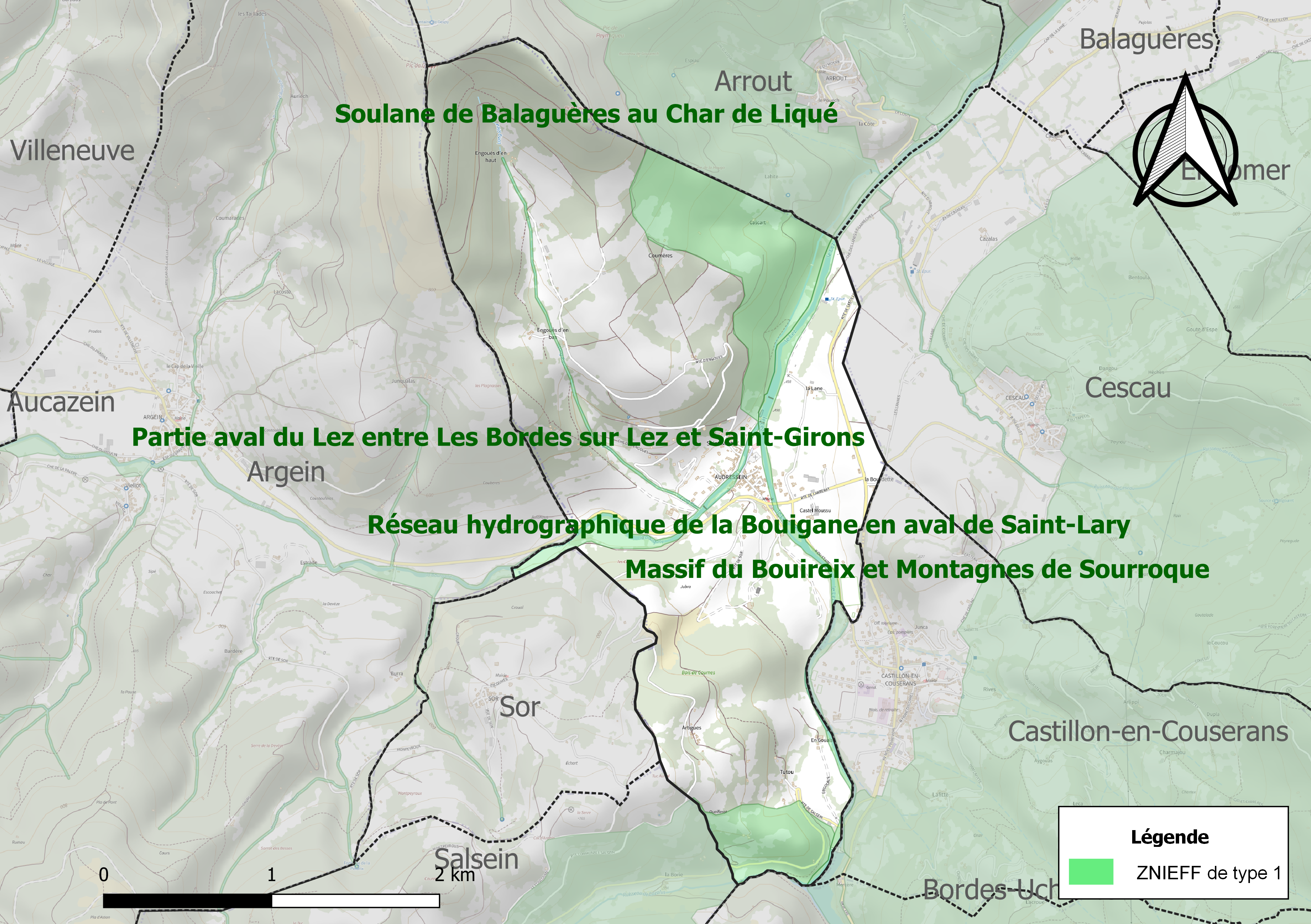
Carte des ZNIEFF de type 1 sur la commune.
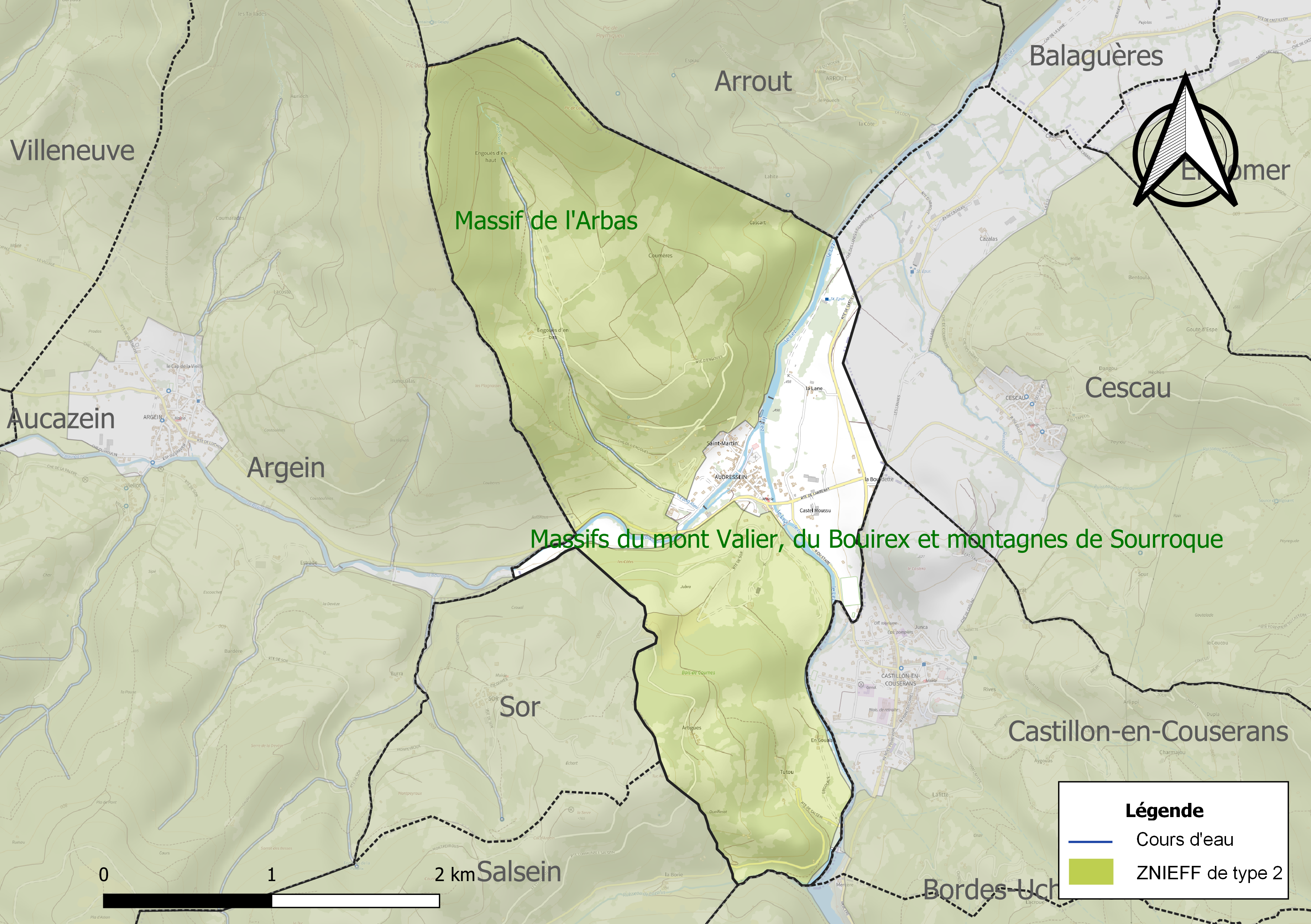
Carte des ZNIEFF de type 2 sur la commune.

## Urbanisme

### Typologie
Au 1er janvier 2024, Audressein est catégorisée commune rurale à habitat dispersé, selon la nouvelle grille communale de densité à 7 niveaux définie par l'Insee en 2022.
Elle est située hors unité urbaine. Par ailleurs la commune fait partie de l'aire d'attraction de Saint-Girons, dont elle est une commune de la couronne,. Cette aire, qui regroupe 70 communes, est catégorisée dans les aires de moins de 50 000 habitants,.

### Occupation des sols

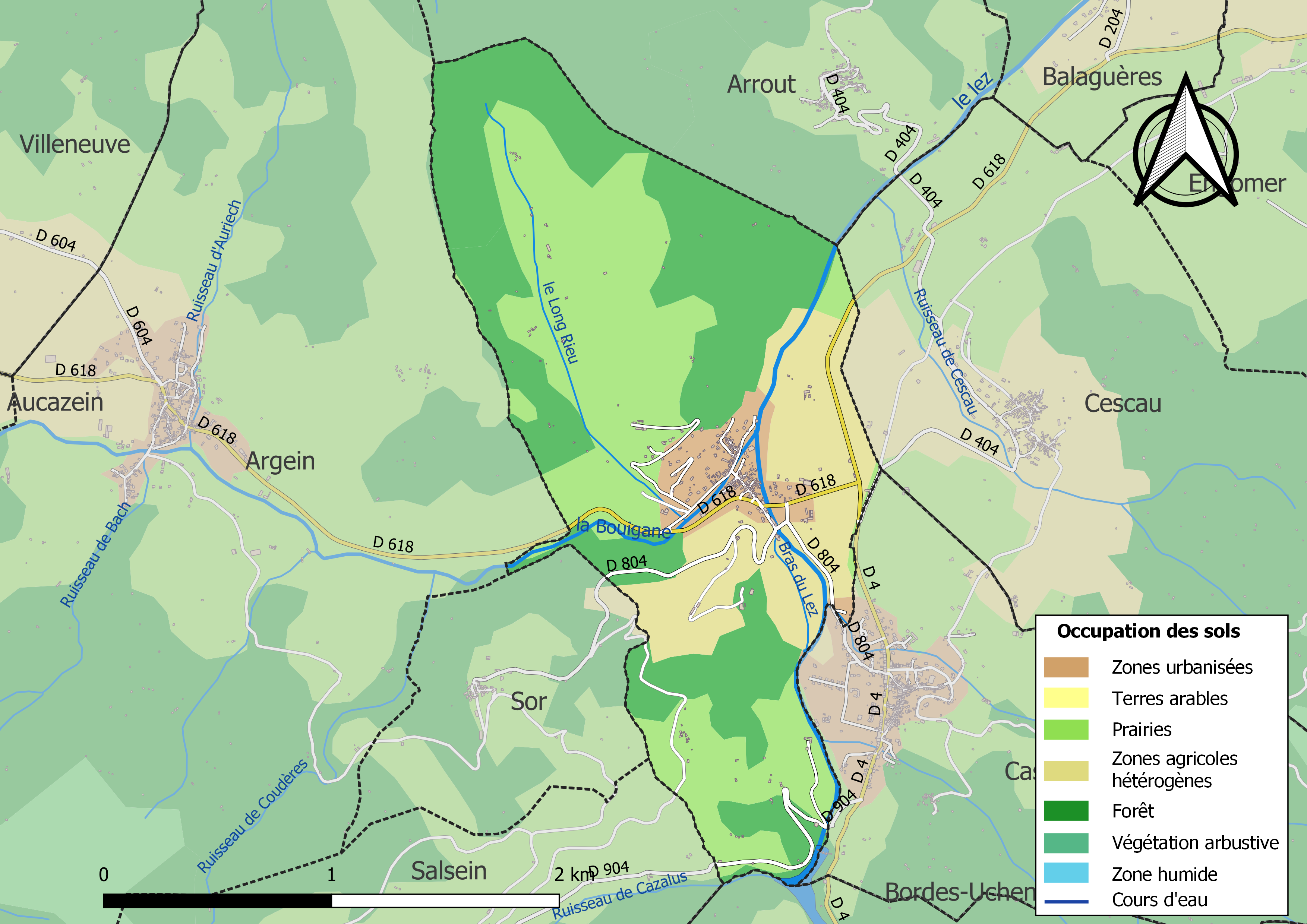
Carte des infrastructures et de l'occupation des sols de la commune en 2018 (CLC).

L'occupation des sols de la commune, telle qu'elle ressort de la base de données européenne d’occupation biophysique des sols Corine Land Cover (CLC), est marquée par l'importance des territoires agricoles (54,3 % en 2018), en diminution par rapport à 1990 (60,5 %). La répartition détaillée en 2018 est la suivante : 
prairies (54,3 %), forêts (39,3 %), zones urbanisées (6,4 %). L'évolution de l’occupation des sols de la commune et de ses infrastructures peut être observée sur les différentes représentations cartographiques du territoire : la carte de Cassini (XVIIIe siècle), la carte d'état-major (1820-1866) et les cartes ou photos aériennes de l'IGN pour la période actuelle (1950 à aujourd'hui).

### Hameaux et lieux-dits
Les hameaux sont Artigues, Tutou, Oueillerot, Angoils, Coumes, Castet-Moussu, Carrérat, la Lane, Engouès.

### Habitat et logement
En 2018, le nombre total de logements dans la commune était de 145, alors qu'il était de 140 en 2013 et de 129 en 2008.
Parmi ces logements, 53 % étaient des résidences principales, 41,9 % des résidences secondaires et 5,1 % des logements vacants. Ces logements étaient pour 98,7 % d'entre eux des maisons individuelles et pour 0,7 % des appartements.
Le tableau ci-dessous présente la typologie des logements à Audressein en 2018 en comparaison avec celle de l'Ariège et de la France entière. Une caractéristique marquante du parc de logements est ainsi une proportion de résidences secondaires et logements occasionnels (41,9 %) supérieure à celle du département (24,6 %) et à celle de la France entière (9,7 %). Concernant le statut d'occupation de ces logements, 80,2 % des habitants de la commune sont propriétaires de leur logement (75,7 % en 2013), contre 66,3 % pour l'Ariège et 57,5 % pour la France entière.
| Typologie                                               | Audressein | Ariège | France entière |
| ------------------------------------------------------- | ---------- | ------ | -------------- |
| Résidences principales (en %)                           | 53         | 65,7   | 82,1           |
| Résidences secondaires et logements occasionnels (en %) | 41,9       | 24,6   | 9,7            |
| Logements vacants (en %)                                | 5,1        | 9,7    | 8,2            |

### Risques majeurs

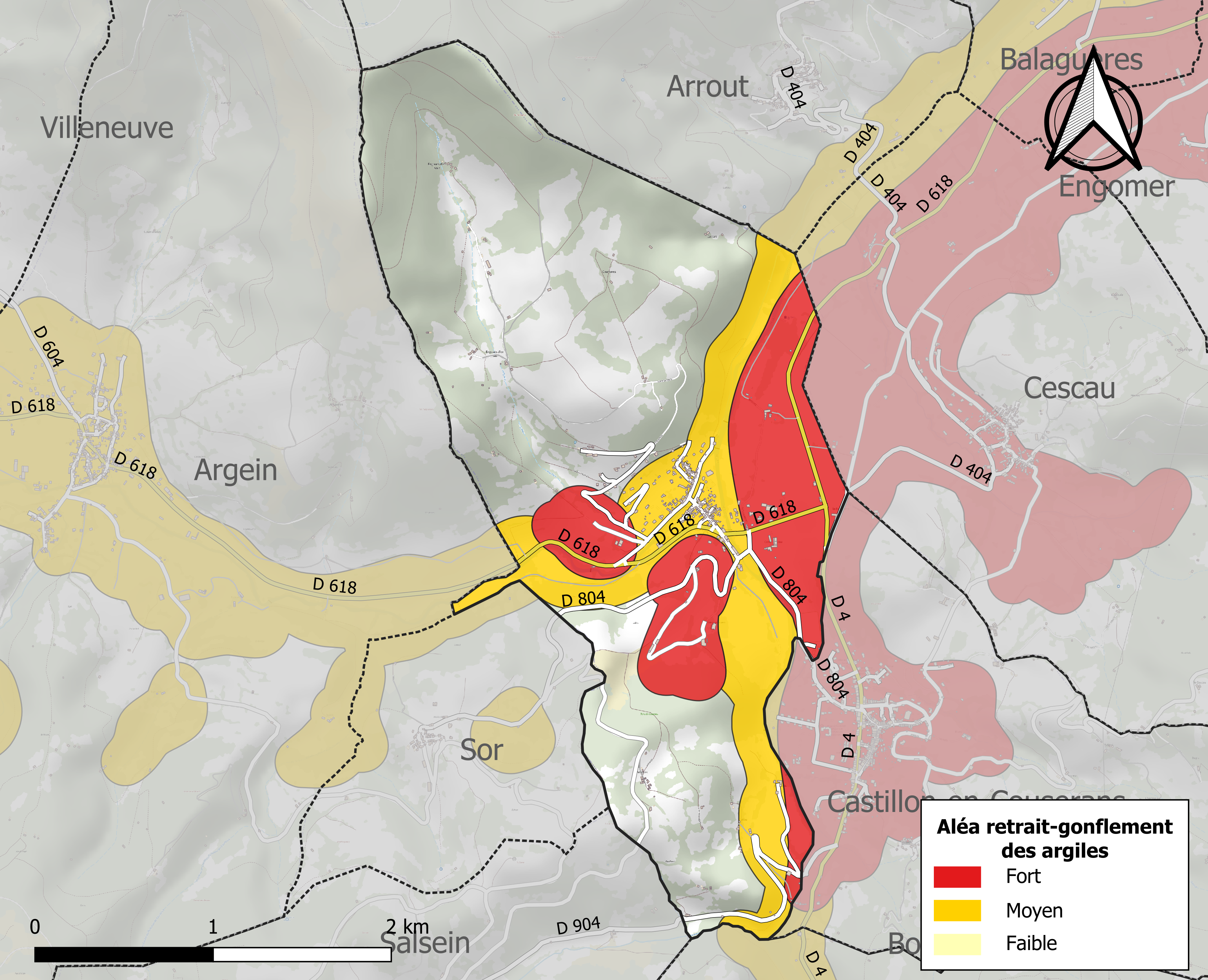
Zonage de l'aléa retrait-gonflement des argiles sur la commune d'Audressein.

Le territoire de la commune d'Audressein est vulnérable à différents aléas naturels : inondations, climatiques (grand froid ou canicule), feux de forêts, mouvements de terrains et séisme (sismicité modérée),.
Certaines parties du territoire communal sont susceptibles d’être affectées par le risque d’inondation par débordement, crue torrentielle d'un cours d'eau, ou ruissellement d'un versant.
Les mouvements de terrains susceptibles de se produire sur la commune sont soit des chutes de blocs, soit des glissements de terrains, soit des effondrements liés à des cavités souterraines, soit des mouvements liés au retrait-gonflement des argiles. Près de 50 % de la superficie du département est concernée par l'aléa retrait-gonflement des argiles, dont la commune d'Audressein. L'inventaire national des cavités souterraines permet par ailleurs de localiser celles situées sur la commune.

## Toponymie
Origine inconnue, mais une influence basque comme dans le val d'Aran tout proche est possible.

## Histoire
L'église Notre-Dame de Tramesaygues est située au confluent du Lez et de la Bouigane d'où son nom signifiant « entre les eaux ». C'est un haut lieu de pèlerinage dédié à la Vierge depuis le XIIe siècle. L'ancienne chapelle fut reconstruite au XIIIe siècle puis agrandie du XVe au XVIe siècle. Le portail d'entrée est de facture gothique. Le campanile du XIVe siècle et le porche orné de fresques du XVe siècle sont classés.
En 1389, Jean I du Pac, rend hommage au roi dans le château de Castillon-en-Couserans pour la seigneurie d'Audressein. En 1456, son petit-fils Jean II du Pac rend hommage au roi au même endroit. Ils sont également seigneurs de La Salle (Sentein), de Cens (Bonnac), de Balacet, et de Saint-Jean, et de Portet en Vallongue (Portet d'Aspet).
Sur le chemin du piémont pyrénéen, Audressein est sur un itinéraire secondaire du pèlerinage de Saint-Jacques-de-Compostelle.

## Politique et administration

### Découpage territorial
La commune d'Audressein est membre de la communauté de communes Couserans-Pyrénées, un établissement public de coopération intercommunale (EPCI) à fiscalité propre créé le 18 novembre 2016 dont le siège est à Saint-Lizier. Ce dernier est par ailleurs membre d'autres groupements intercommunaux.
Sur le plan administratif, elle est rattachée à l'arrondissement de Saint-Girons, au département de l'Ariège, en tant que circonscription administrative de l'État, et à la région Occitanie.
Sur le plan électoral, elle dépend du canton du Couserans Ouest pour l'élection des conseillers départementaux, depuis le redécoupage cantonal de 2014 entré en vigueur en 2015, et de la première circonscription de l'Ariège  pour les élections législatives, depuis le redécoupage électoral de 1986.

### Liste des maires
| Période                                  | Période  | Identité       | Étiquette | Qualité  |
| ---------------------------------------- | -------- | -------------- | --------- | -------- |
| mars 1989                                | 1995     | Louis Anglade  |           |          |
| mars 1995                                | 2001     | Marcel Catala  |           |          |
| mars 2001                                | 2008     | Annie Ajas     |           |          |
| mars 2008                                | 2020     | Oscar Girotto  | DVG       | Retraité |
| 2020                                     | En cours | Michel Anglade |           |          |
| Les données manquantes sont à compléter. |          |                |           |          |

## Démographie
L'évolution du nombre d'habitants est connue à travers les recensements de la population effectués dans la commune depuis 1793. Pour les communes de moins de 10 000 habitants, une enquête de recensement portant sur toute la population est réalisée tous les cinq ans, les populations de référence des années intermédiaires étant quant à elles estimées par interpolation ou extrapolation. Pour la commune, le premier recensement exhaustif entrant dans le cadre du nouveau dispositif a été réalisé en 2005.

En 2022, la commune comptait 146 habitants, en évolution de +6,57 % par rapport à 2016 (Ariège : +1,48 %, France hors Mayotte : +2,11 %).
| 1793 | 1800 | 1806 | 1821 | 1831 | 1836 | 1841 | 1846 | 1851 |
| ---- | ---- | ---- | ---- | ---- | ---- | ---- | ---- | ---- |
| 334  | 238  | 430  | 412  | 446  | 484  | 466  | 473  | 503  |

| 1856 | 1861 | 1866 | 1872 | 1876 | 1881 | 1886 | 1891 | 1896 |
| ---- | ---- | ---- | ---- | ---- | ---- | ---- | ---- | ---- |
| 450  | 385  | 450  | 465  | 449  | 442  | 385  | 349  | 337  |

| 1901 | 1906 | 1911 | 1921 | 1926 | 1931 | 1936 | 1946 | 1954 |
| ---- | ---- | ---- | ---- | ---- | ---- | ---- | ---- | ---- |
| 320  | 347  | 330  | 275  | 243  | 240  | 248  | 200  | 183  |

| 1962 | 1968 | 1975 | 1982 | 1990 | 1999 | 2005 | 2006 | 2010 |
| ---- | ---- | ---- | ---- | ---- | ---- | ---- | ---- | ---- |
| 160  | 150  | 132  | 123  | 121  | 107  | 119  | 118  | 116  |

| 2015 | 2020 | 2022 | - | - | - | - | - | - |
| ---- | ---- | ---- | - | - | - | - | - | - |
| 139  | 151  | 146  | - | - | - | - | - | - |

## Économie

### Emploi
| Division       | 2008  | 2013   | 2018   |
| -------------- | ----- | ------ | ------ |
| Commune        | 3,3 % | 10,8 % | 12,7 % |
| Département    | 8,9 % | 11,1 % | 11,2 % |
| France entière | 8,3 % | 10 %   | 10 %   |

En 2018, la population âgée de 15 à 64 ans s'élève à 75 personnes, parmi lesquelles on compte 77,2 % d'actifs (64,6 % ayant un emploi et 12,7 % de chômeurs) et 22,8 % d'inactifs,. En  2018, le taux de chômage communal (au sens du recensement) des 15-64 ans est supérieur à celui du département et de la France, alors qu'en 2008 la situation était inverse.
La commune fait partie de la couronne de l'aire d'attraction de Saint-Girons, du fait qu'au moins 15 % des actifs travaillent dans le pôle,. Elle compte 23 emplois en 2018, contre 25 en 2013 et 25 en 2008. Le nombre d'actifs ayant un emploi résidant dans la commune est de 49, soit un indicateur de concentration d'emploi de 46,7 % et un taux d'activité parmi les 15 ans ou plus de 47 %.
Sur ces 49 actifs de 15 ans ou plus ayant un emploi, 10 travaillent dans la commune, soit 21 % des habitants. Pour se rendre au travail, 90,4 % des habitants utilisent un véhicule personnel ou de fonction à quatre roues et 9,6 % n'ont pas besoin de transport (travail au domicile).

### Activités hors agriculture
12 établissements sont implantés  à Audressein au 31 décembre 2019.
Le secteur de l'administration publique, l'enseignement, la santé humaine et l'action sociale est prépondérant sur la commune puisqu'il représente 25 % du nombre total d'établissements de la commune (3 sur les 12 entreprises implantées  à Audressein), contre 14,4 % au niveau départemental.

### Agriculture
|                                   | 1988 | 2000 | 2010 |
| --------------------------------- | ---- | ---- | ---- |
| Exploitations                     | 12   | 6    | 5    |
| Superficie agricole utilisée (ha) | 244  | 310  | 274  |

La commune fait partie de la petite région agricole dénommée « Région pyrénéenne ». En 2010, l'orientation technico-économique de l'agriculture  sur la commune est l'élevage d'ovins et de caprins. Cinq exploitations agricoles ayant leur siège dans la commune sont dénombrées lors du recensement agricole de 2010 (douze en 1988). La superficie agricole utilisée est de 274 ha.

## Culture locale et patrimoine

### Lieux et monuments

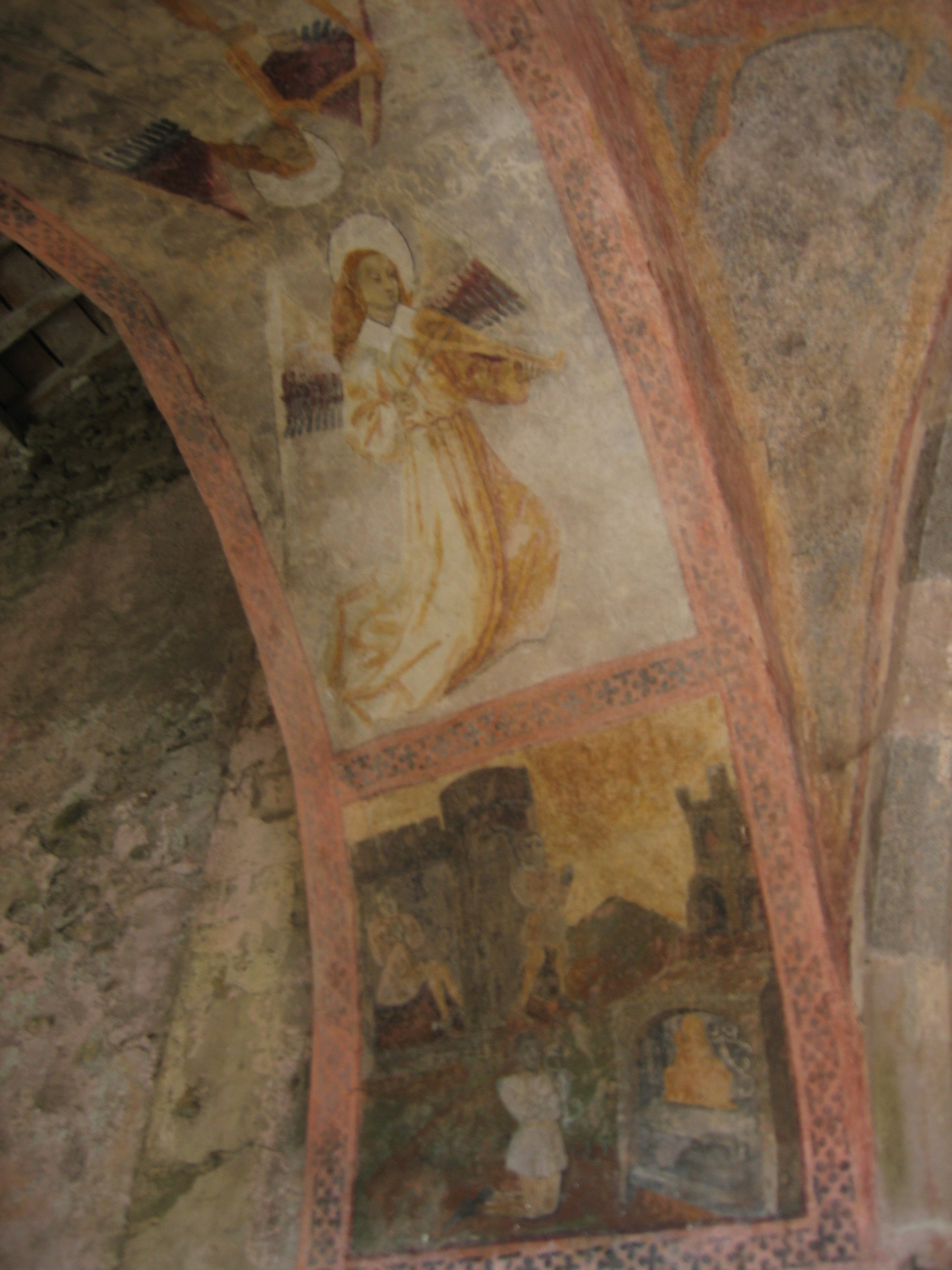
Peinture murale en l'église d'Audressein : ange musicien jouant de la vielle médiévale à l'aide d'un archer.

- Église Notre-Dame-de-Tramesaygues, classée Monument historique (1990) et au patrimoine mondial par l'UNESCO, au titre des principaux sites des chemins de Saint-Jacques-de-Compostelle en France[52] : porche original à trois entrées et campanile du XIVe siècle.
- Le bâtiment de la batteuse hydraulique[53] et la batteuse hydraulique d'Audressein[54] sont inscrits à l'inventaire des Monuments historiques en 2003.
- Chapelle Notre-Dame-de-Tramesaygues, dite aussi église Saint-Martin[55].
- Château de Coumes.

### Personnalités liées à la commune
- François Ille (1743-1802), député de l'Ariège de 1791 à 1792, né à Audressein.
- Sernin Laffont (1771-1841), colonel de la Révolution et de l'Empire, né à Audressein.
- Paul Dedieu (1933-2012), international de rugby, inhumé à Audressein[56].

## Pour approfondir